# シャドーチェイサー/地獄の殺戮アンドロイド
『シャドーチェイサー/地獄の殺戮アンドロイド』（じごくのさつりくアンドロイド、Shadowchaser,Project Shadowchaser）は、1992年のアメリカ合衆国のSFアクションビデオ映画。続編として『シャドー・チェイサー2』、『エッジ・オブ・ダークネス』、『ファントム・オブ・ダークネス』が製作された。

## ストーリー
ある研究所から逃亡した男が、仲間を率いてジャクソンたちが働く病院の高層ビルを襲撃した。この事件を解決するためFBIのトレヴェニアン本部長は、ビルを設計したディクソンという元建築家で、現在は終身刑判決を受けて服役している囚人を協力するという条件付きで釈放させる。だがその囚人はディクソンではなく、手違いで別の囚人であるダシルヴァという元フットボール選手だった。
ダシルヴァはディクソンと勘違いしたままのトレヴェニアンから、大統領の娘セーラが人質のためこの人質救出作戦は特別なものだと伝えられる。テロリストのボスから5000万ドルを要求されたトレヴェニアンたちは、タイムリミットの4時間内に人質を救出するためビルの侵入方法などを説明するが、ビルに全く関係がないダシルヴァは話が理解できずにいた。そして、彼はビルに侵入することを拒むが、トレヴェニアンから行かなければ死ぬまで刑務所に入れると脅される。エレベーターシャフトからビルに侵入したダシルヴァたちだが、エレベーターに仕掛けられた爆弾が爆発し、エレベーターの外にいたダシルヴァだけが助かり侵入に成功する。一方作戦本部では、テロリストを率いるボスの男の正体が、軍の研究機関に所属するジョセフ・キンダーマンらによる研究「プロジェクト・シャドーチェイサー」から生まれたロミュラスというアンドロイドであることが判明する。

## キャスト
※括弧内は日本語吹き替え（初回放送1996年8月3日 フジテレビ 『ゴールデン洋画劇場』）
- ロミュラス - フランク・ザカリーノ（郷里大輔）
- ダシルヴァ - マーティン・コーヴ（銀河万丈）
- セーラ - メグ・フォスター（一城みゆ希）
- トレヴェニアン - ポール・コスロ（英語版）（樋浦勉）
- キンダーマン - ジョス・アクランド（森山周一郎）
- ジャクソン - リッコ・ロス（江原正士）
- ホワイトサイド - レイモンド・エヴァンス（谷口節）
- ブラックウッド - ロバート・フリーマン（星野充昭）
- ナオミ - キム・ハフマン（金野恵子）
- 大統領 - ブライアン・ジャクソン（小島敏彦）

## スタッフ
- 監督：ジョン・エアーズ
- 脚本：スティーヴン・リスター
- 製作：ジョフ・グリフィス、ジョン・エアーズ
- 製作総指揮：ジョフ・グリフィス、ジョン・A・カーティス、ロイド・A・シマンドル
- 撮影監督：アラン・M・トロー
- プロダクションデザイナー：マーク・ハリス
- 編集：デレク・A・ウェラン、デルハク・リーン
- 衣裳デザイン：フィリップ・クリッチトン
- 音楽：ゲイリー・ピンダー
- 字幕・吹替翻訳：栗原とみ子
- 吹替演出：左近允洋
- 吹替調整：飯塚秀保
- 吹替製作：グロービジョン